# Idioma choctaw
El idioma choctaw es la lengua muskogi hablada por la etnia choctaw del sudeste de los Estados Unidos, específicamente en Oklahoma, Misisipi, Luisiana y Tennessee. Es hablado por 9.200 personas.